# Velika Račna
Velika Račna je naselje v Občini Grosuplje.